# Chiostri di Napoli

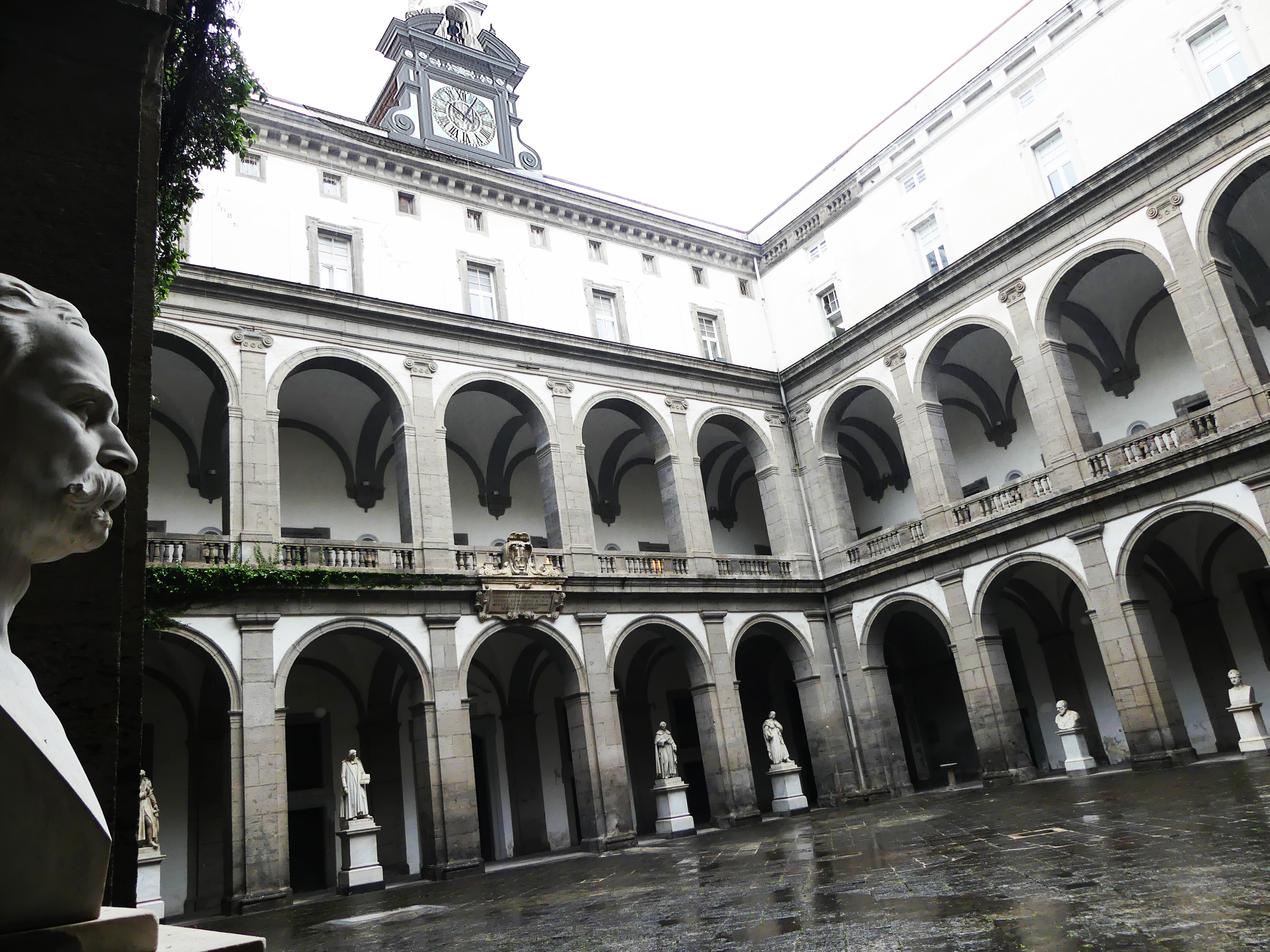
Chiostro del Salvatore

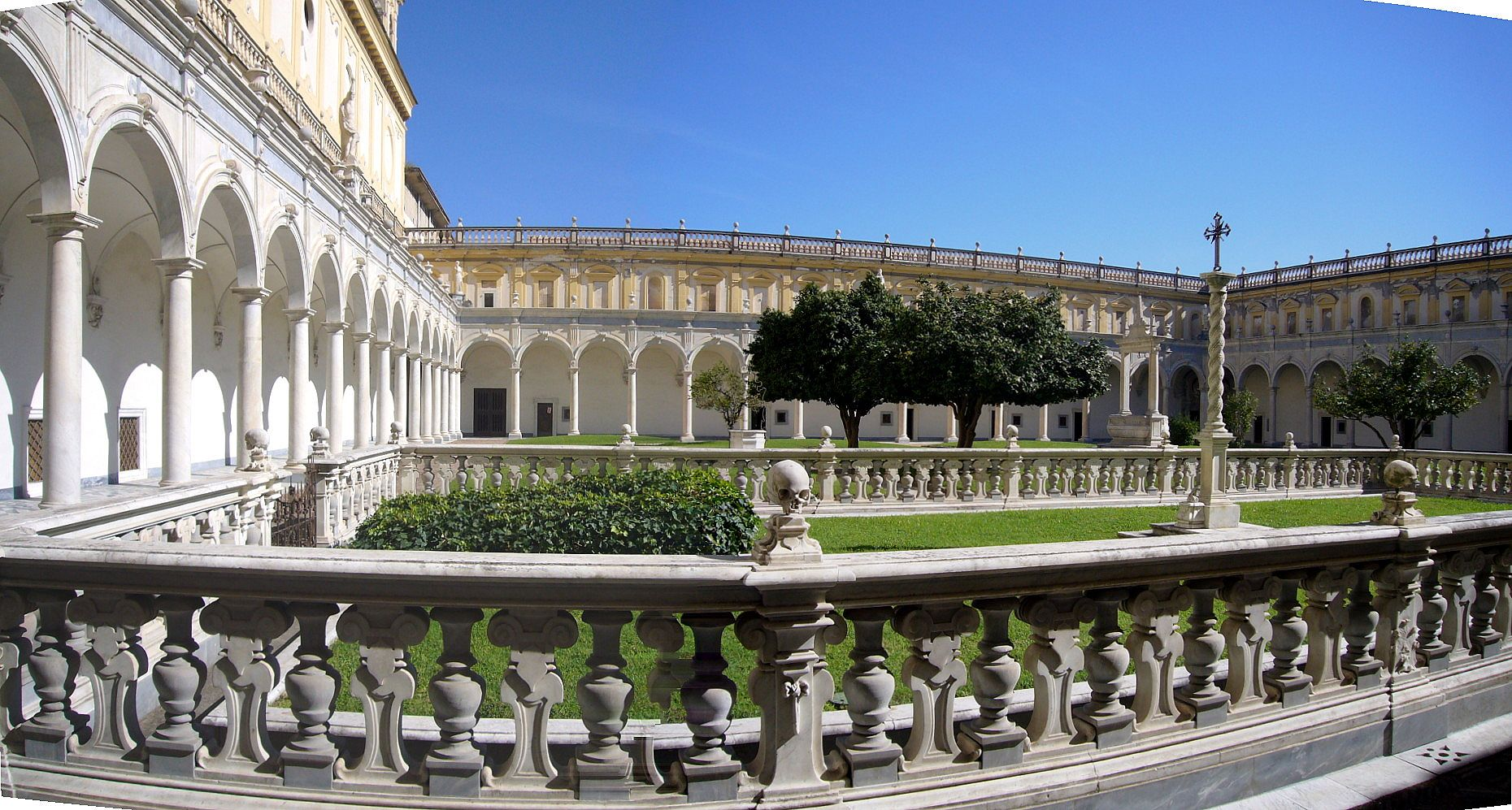
Chiostri di San Martino

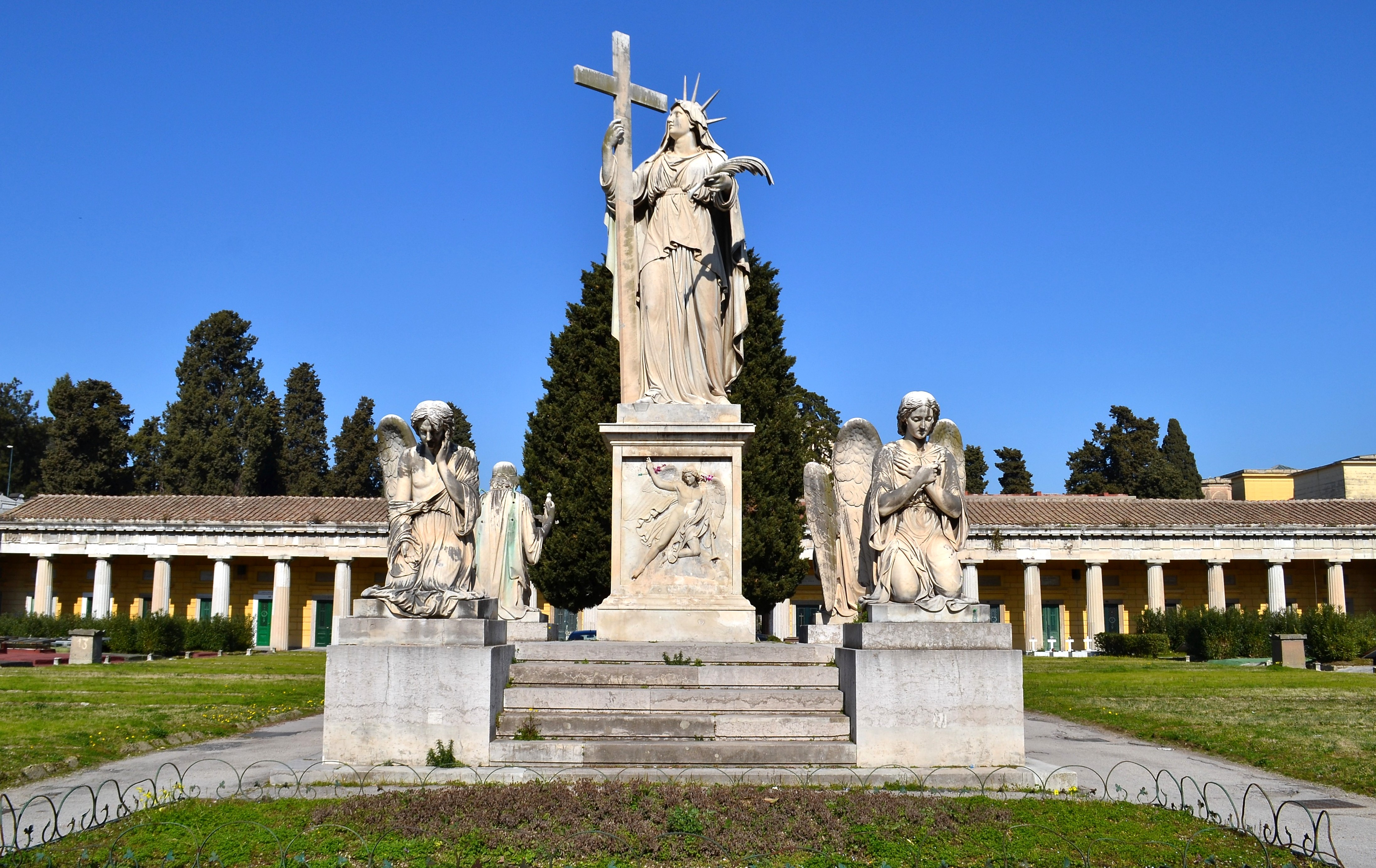
Il chiostro grande di Poggioreale

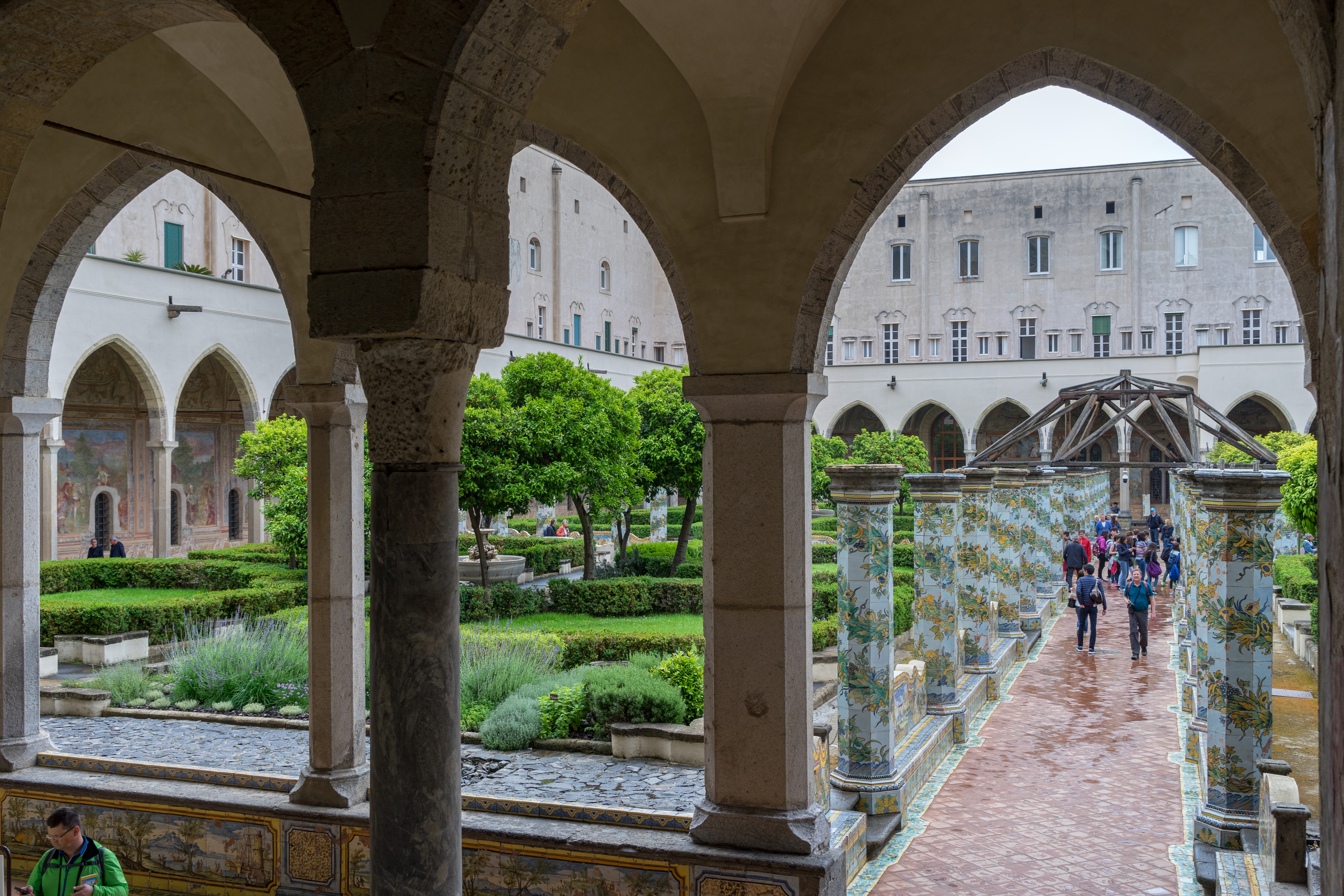
Il chiostro maiolicato di Santa Chiara

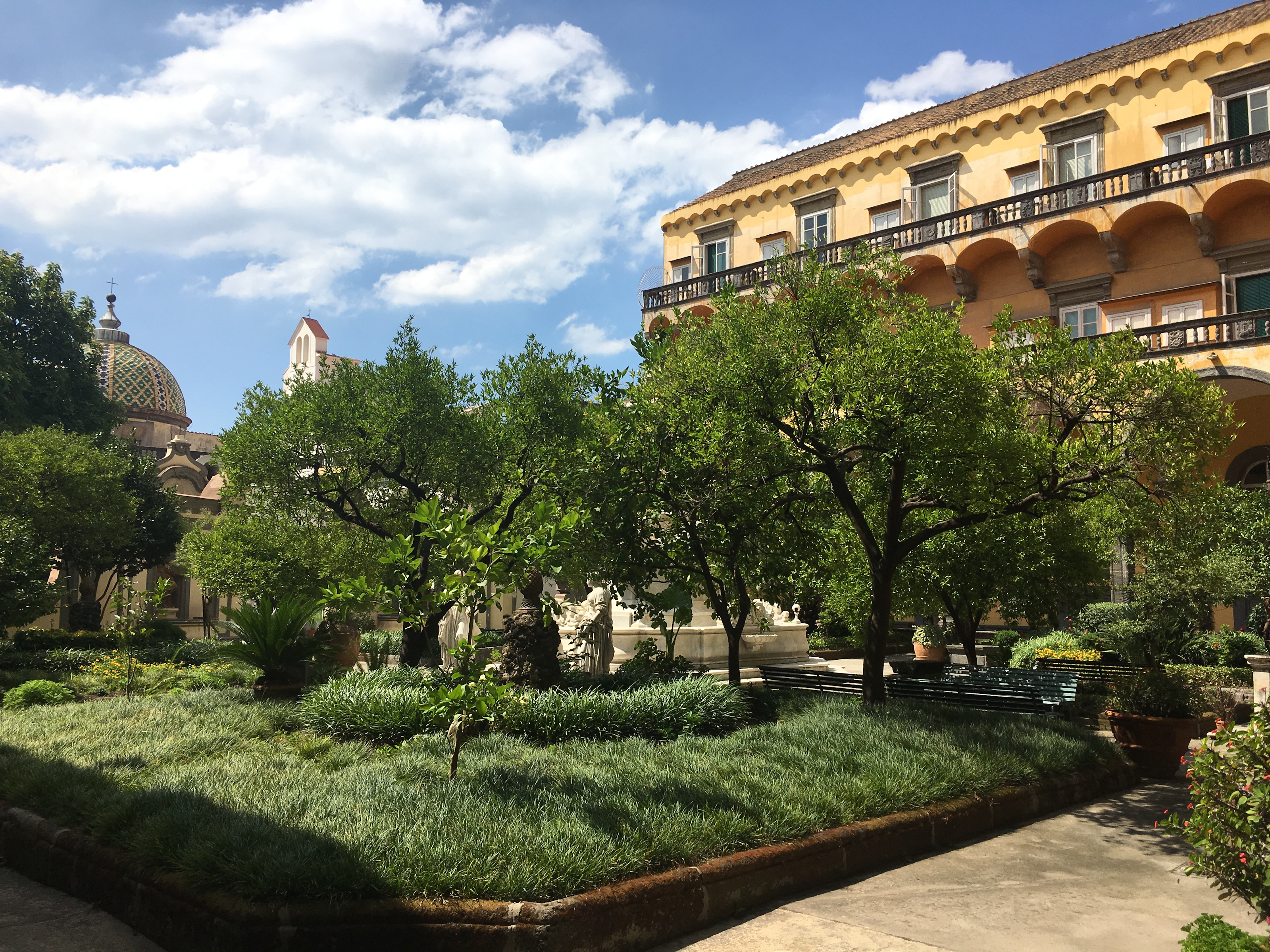
Chiostro di San Gregorio Armeno

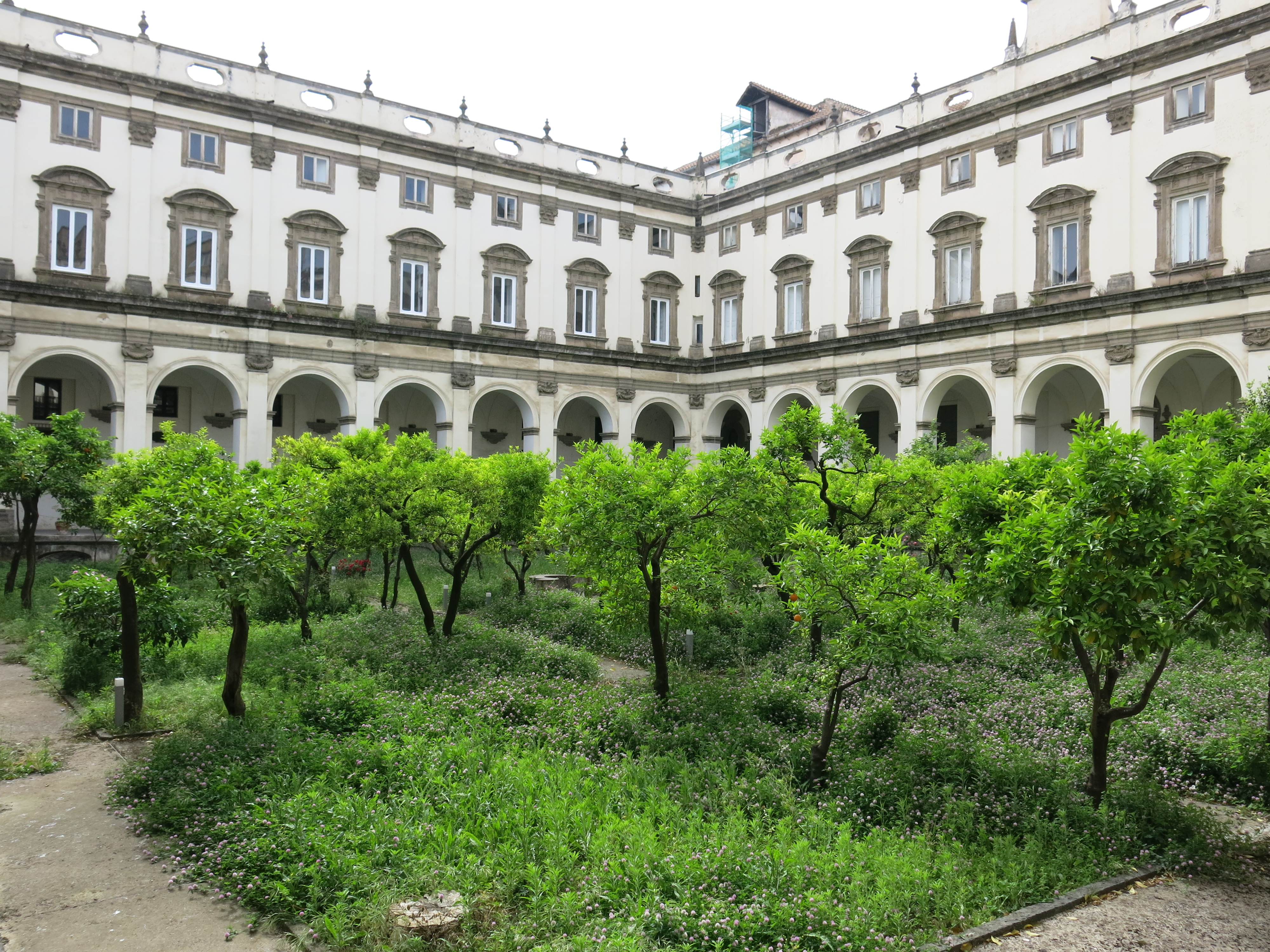
Chiostri dei Girolamini

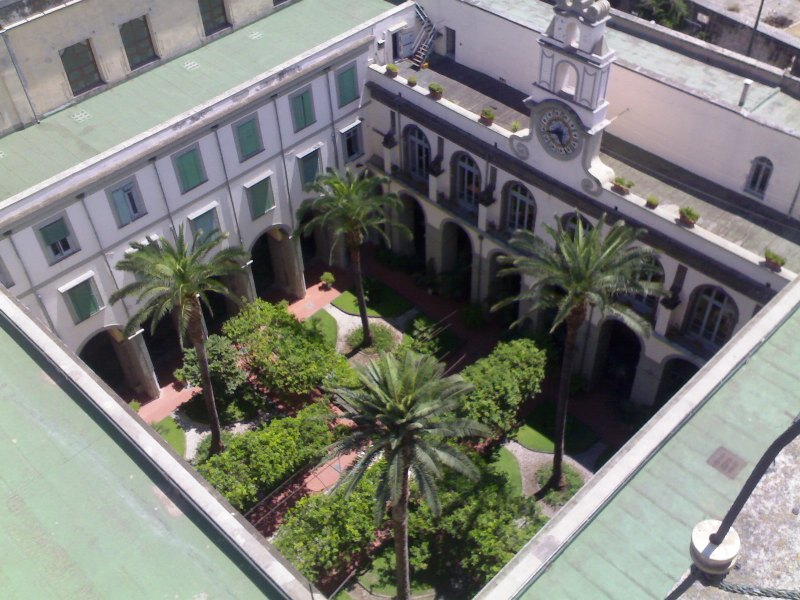
Chiostro del Carmine Maggiore

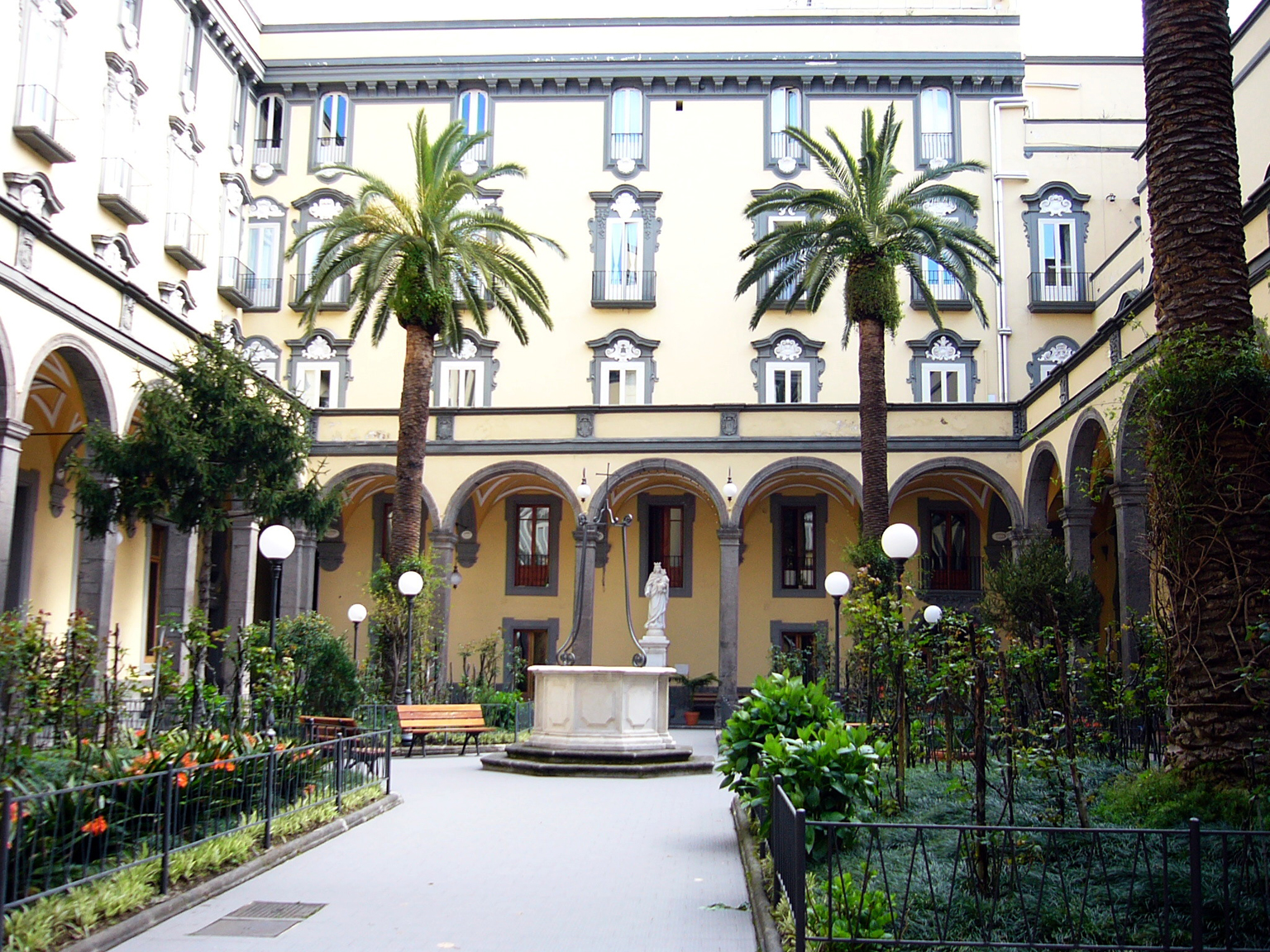
Il chiostro della chiesa di Santa Maria di Monteverginella

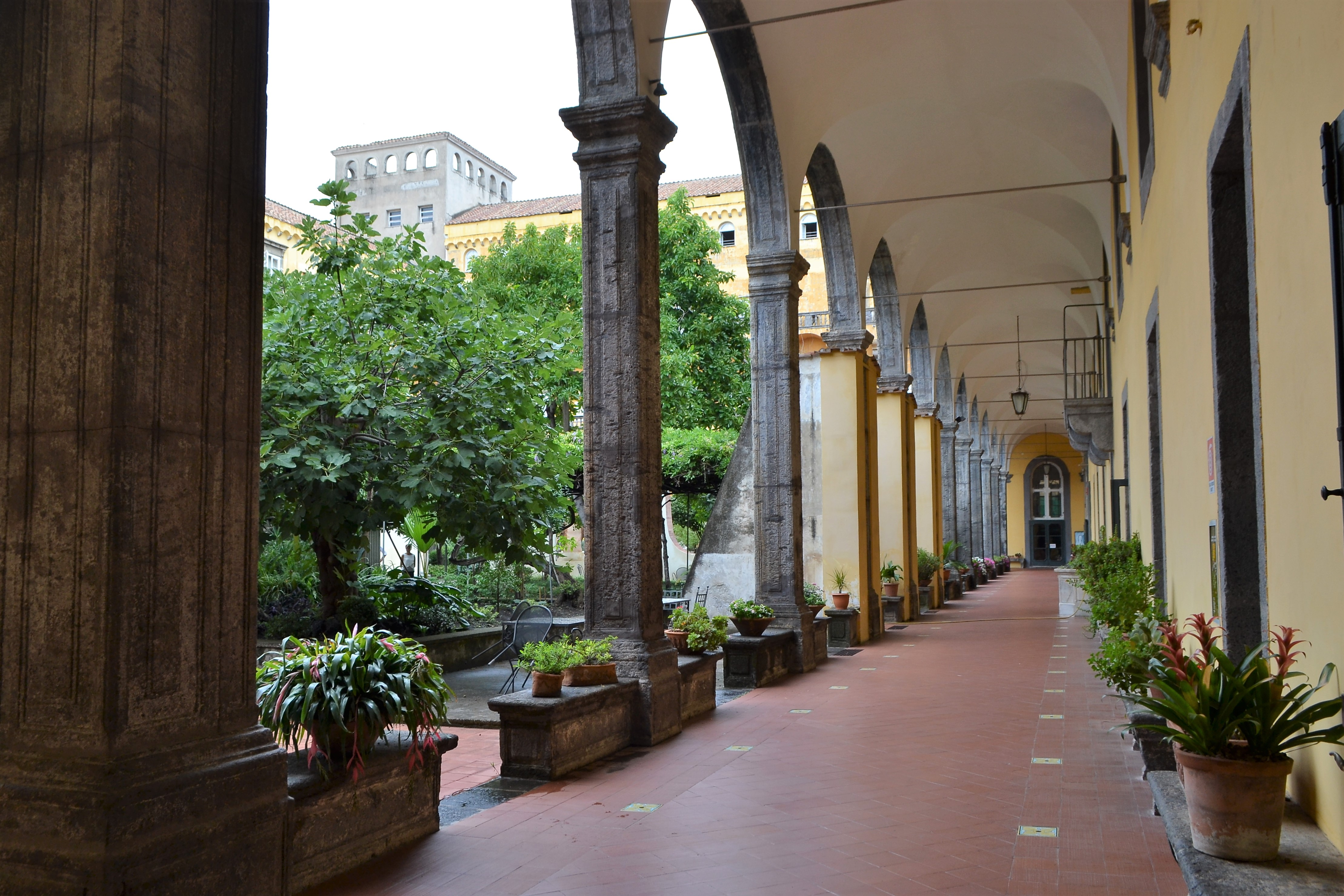
Chiostro di San Gregorio Armeno

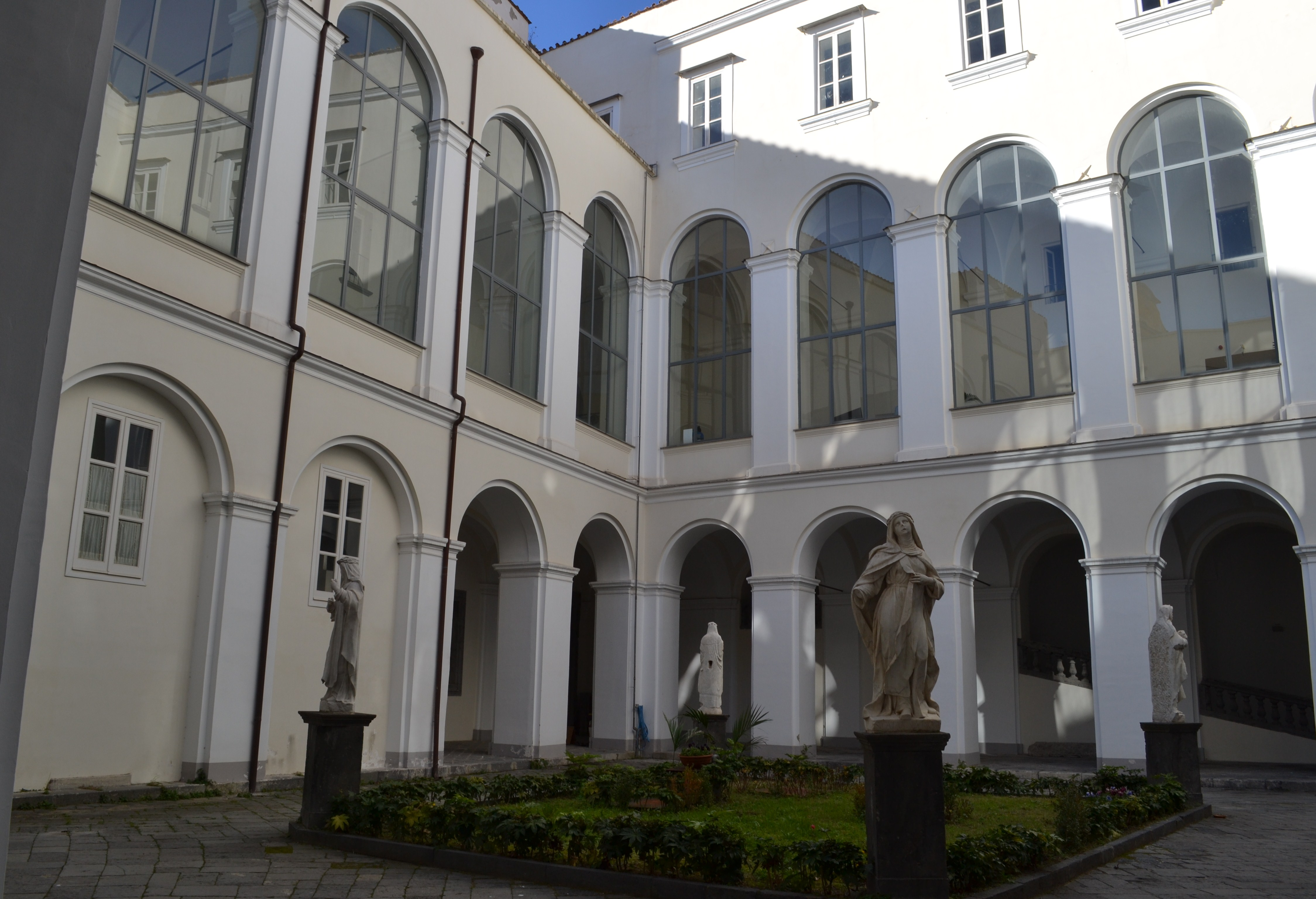
Chiostri di San Domenico Maggiore

I chiostri di Napoli sono più di cento e costituiscono oggi delle aree destinate a facoltà universitarie, ospedali, istituti scolastici, caserme e educandanti. Ciò è avvenuto all'inizio dell'Ottocento, in periodo murattiano, a seguito della soppressione di gran parte degli ordini religiosi.

## Descrizione storica
Le chiese conventuali rappresentavano il punto di incontro tra la religione e il fedele, ma anche il confine tra la condizione di isolamento del clero e del mondo laico. Ovvero, dal punto di vista architettonico, il chiostro è un qualcosa che chiude e costituisce un'area intorno alla quale si dispongono i vari ambienti, con al centro la corte all'aperto. Nel corso dei secoli, questo spazio fu destinato a divenire il centro della vita religiosa in una città nella quale la spinta devozionale era sempre stata avvertita e vissuta con grande intensità, in particolar modo dal popolo. La pietà dei sovrani aveva però generato fenomeni ben diversi da quelli che potevano essere creati dalle masse di credenti: essa rese possibile la realizzazione di vere e proprie cittadelle religiose, tanto da poter occupare una o più insule (o persino quattro come nel caso del Duomo) e favorì quindi la diffusione degli Ordini monastici.
Dal XIII secolo al XIX secolo nacquero tutti i più importanti conventi: nel XVI secolo si contavano circa settanta conventi maschili e ventidue femminili. Nel XIX secolo, a più riprese, i conventi vennero soppressi dapprima nel periodo Murattiano, che destinò i complessi ad ambienti di pubblica utilità, e successivamente con la famiglia Savoia; inoltre, negli anni ottanta del XIX secolo altri conventi furono soppressi durante i lavori del Risanamento, quando furono demoliti alcuni chiostri importanti della città.

## Chiostri (non esaustiva)

### Chiostri Maggiori
1. Chiostro del Carmine Maggiore
2. Chiostri dei Girolamini
3. Chiostro dei Miracoli
4. Chiostri di Monteoliveto
5. Chiostro di Regina Coeli
6. Chiostro del Salvatore
7. Chiostro di Sant'Agnello
8. Chiostro di Sant'Andrea delle Dame
9. Chiostro di Sant'Antonio a Posillipo
10. Chiostri di Santa Caterina a Formiello
11. Chiostri di Santa Chiara
12. Chiostro di San Domenico Soriano
13. Chiostri di San Giovanni a Carbonara
14. Chiostro di San Gregorio Armeno
15. Chiostro di San Lorenzo Maggiore
16. Chiostro dei Santi Marcellino e Festo
17. Chiostro di Santa Maria a Caponapoli
18. Chiostri di Santa Maria la Nova
19. Chiostro di Santa Maria di Piedigrotta
20. Chiostro di Santa Maria alla Sanità
21. Chiostri di San Martino
22. Chiostro di Suor Orsola
23. Chiostri di San Pietro a Maiella
24. Chiostro di San Pietro Martire
25. Chiostri dei Santi Severino e Sossio
26. Chiostro della Veterinaria

### Chiostri Minori
1. Chiostro di Donnaregina Vecchia
2. Chiostro del Gesù e Maria
3. Chiostro di Materdei
4. Chiostro di Montesanto
5. Chiostro di Monteverginella
6. Chiostro dell'Ospedaletto
7. Chiostro delle Periclitanti
8. Chiostro di Poggioreale
9. Chiostro di Sant'Agostino alla Zecca
10. Chiostro dei Santi Apostoli
11. Chiostri di San Domenico Maggiore
12. Chiostro di Sant'Eframo Vecchio
13. Chiostro di San Giovanniello
14. Chiostri di San Giuseppe dei Ruffi
15. Chiostro di Santa Lucia al Monte
16. Chiostro di Santa Maria della Colonna
17. Chiostro di San Nicola da Tolentino
18. Chiostri di San Paolo Maggiore
19. Chiostro di San Potito
20. Due Chiostri di San Sebastiano
21. Chiostri di Santa Teresa degli Scalzi
22. Chiostri di Santa Patrizia
23. Chiostro delle Trentatré
24. Chiostro della Trinità delle Monache
25. Due Chiostri del Gesù Nuovo
26. Chiostro di Santa Maria Donnalbina
27. Chiostro di Santa Teresa a Chiaia
28. Chiostro di San Giuseppe dei Vecchi
29. Chiostro di Santa Maria del Rosario a Portamedina
30. Chiostro di Santa Maria del Rosario alle Pigne
31. Chiostro di Santa Maria della Concordia
32. Chiostro di Santa Maria della Solitaria
33. Chiostro di Sant'Eligio Maggiore
34. Due Chiostri di Sant'Eframo Nuovo
35. Chiostro di Santa Maria del Soccorso a San Giovanni a Teduccio
36. Chiostro di San Pasquale a Chiaia
37. Chiostro di Santa Maria del Rosario a Portamedina
38. Chiostro di San Domenico a Barra
39. Chiostro dell'ex Monastero dell'Immacolata e di San Vincenzo (Rione Sanità)
40. Due chiostri del Complesso di Santa Maria Donnaromita (via Mezzocannone)
41. Chiostro di Sant'Agostino degli Scalzi
42. Chiostro di Santa Maria della Misericordia ai Vergini
43. Chiostro di Santa Maria dell'Arco a Miano
44. Chiostro di Santa Maria della Vita
45. Chiostrino dell'Oratorio della Confraternita dei Bianchi dello Spirito Santo
46. Due chiostri di Santa Maria della Pace
47. Chiostro di Sant'Antonio delle Monache
48. Chiostro di San Domenico Soriano
49. Chiostro di San Francesco al Vomero
50. Chiostro di Santa Maria della Stella
51. Chiostro di Sant'Antonio a Tarsia
52. Due Chiostri di Santa Maria Maddalena de'Pazzi
53. Chiostro di Santa Maria della Concezione a Montecalvario
54. Chiostro delle Clarisse al Gesù Vecchio
55. Chiostro dell'Eremo dei Camaldoli
56. Chiostro di Santa Maria dei Monti
57. Chiostro di Santa Maria Egiziaca a Forcella

## Chiostri scomparsi
1. Chiostro del Divino Amore
2. Chiostro di Montecalvario
3. Chiostro di San Pietro ad Aram
4. Chiostro della Stella